# 大鳥神社 (目黒区)
大鳥神社（おおとりじんじゃ）は、東京都目黒区下目黒にある神社。かつての目黒村（それ以前は下目黒村）の総鎮守。11月に行われる酉の市でも知られる。目黒区最古の神社。
日本武尊が部下の目の病を治癒を祈願し、無事治癒した由緒があり、盲神（めくらがみ）と呼ばれ、この「めくら」が段々と訛っていき「目黒（めぐろ）」という地名の由来の神社となっている。

## 祭神
- 日本武尊 (やまとたけるのみこと)

- 国常立尊 (くにとこたちのみこと)

- 弟橘媛命 (おとたちばなひめのみこと)

## 歴史
言い伝えによると景行天皇（西暦71年～130年）の時代に当地に国常立尊を祀った社があり、日本武尊が東夷平定の折に当社に立ち寄って、平定達成と部下の目の病の治癒を祈願した。これらの願意は無事に叶い、日本武尊はその神恩に感謝し剣を奉納した。その後日本武尊の霊が白鳥として当地に舞い降り鳥明神として祀られ、大同元年（806年）に社殿が完成したという。この年を大鳥神社では創建の年としており、これは目黒区最古である。
江戸図における最古のものとされている室町時代の長禄の江戸図には「鳥明神」として当神社が描かれており、当時の江戸図には9つの神社しか描かれていないため、大鳥神社は江戸九社のひとつとして知られている。また『江戸名所図会』では「大鳥大明神社」として描かれている。
当神社の酉の市は江戸時代の天保6年（1835年）に当地の農家が浅草から取り寄せて売ったことから始まったといわれている。現在でも11月の酉の日には境内には熊手を扱う店が軒を連ね賑わいを見せる。
現在の社殿は昭和37年（1962年）に完成したもの。平成18年（2006年）には鎮座1200年祭が行われた。隣接する目黒通りと山手通りの交差点は大鳥神社の名前が冠せられており、交通の要所となっている。

## 境内社
- 目黒稲荷神社

## 交通
- 山手線・東急目黒線・南北線・三田線 目黒駅より徒歩7分